# NGC 1309
NGC 1309 ist eine Spiralgalaxie vom Hubble-Typ Sbc im Sternbild Eridanus südlich der Ekliptik. Sie ist schätzungsweise 93 Millionen Lichtjahre von der Milchstraße entfernt und hat einen Durchmesser von etwa 60.000 Lj. Sie ist eine von über 200 Galaxien, die den Eridanus-Galaxienhaufen bilden.

Im selben Himmelsareal befinden sich u. a. die Galaxien IC 318 und IC 321.
Hier wurde die Typ-Ia-Supernova SN 2002fk beobachtet, deren Vermessung zur genaueren Entfernungsbestimmung beitrug.
Das Objekt wurde am 3. Oktober 1785 von dem deutsch-britischen Astronomen Wilhelm Herschel entdeckt.

## NGC 1309-Gruppe (LGG 92)
| Galaxie   | Alternativname | Entfernung/Mio. Lj |
| --------- | -------------- | ------------------ |
| PGC 12608 | MCG -3-9-27    | 87                 |
| NGC 1309  | PGC 12626      | 93                 |
| PGC 12798 | MCG -3-9-41    | 81                 |